# The Newtown Neurotics
The Newtown Neurotics (posteriormente apenas The Neurotics) foi uma banda inglesa de punk rock/post-punk formada em 1979. Eles eram reconhecidos por sua temática musical abertamente política.

## Discografia
Newtown Neurotics
- Beggars Can Be Choosers (Razor Records) 1983

Neurotics
- Repercussions (Jungle Records) 1986
- Kickstarting a Backfiring Nation (Jungle) 1987
- Is Your Washroom Breeding Bolsheviks (Jungle) 1988
- Never Thought EP (Jungle) 1988
- 45 Revolutions per Minute: Singles 1979-1984 (Jungle) 1990

Coletâneas com faixas do Neurotics
- Wake UP (Womble Records) 1986 - Faixa 'This Fragile Life (live)'
- Not Just Mandela (Davy Lamp Records) 1986 - Faixa 'Africa' (com Billy Bragg)